# Quickscript

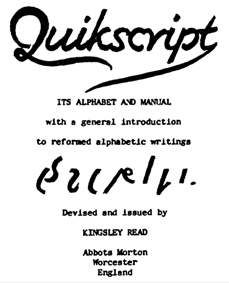
Quickscripts Handleiding titelpagina

Quickscript is een bijzondere schrijfwijze: het is een kruising tussen steno en een gewoon alfabet. Het doel van Quickscript is snel te kunnen schrijven (ongeveer twee keer zo snel als gewoon), terwijl het toch goed leesbaar blijft en zelfs drukbaar is.

## Geschiedenis
De geschiedenis van Quickscript is geworteld in zijn voorloper: Shavian. De Engelse schrijver George Bernard Shaw had via zijn testament een wedstrijd uitgeschreven om een nieuw alfabet te maken. Uit de ongeveer 400 inzendingen werd die van Kingsley Read uitgekozen, het alfabet dat iets later Shavian zou gaan heten. George Bernard Shaw had bij testament geld nagelaten om een van zijn eigen boeken te laten drukken in dit nieuwe alfabet, in 1962, twaalf jaar na zijn dood, werd het toneelstuk Androcles and the Lion in Shavian herdrukt. Shaws bedoeling was dat dit nieuwe alfabet het oude Latijnse alfabet zou gaan vervangen als mensen de voordelen van het nieuwe inzagen, maar dit was te rooskleurig voorgesteld. Na een korte periode van populariteit, mede veroorzaakt door de aandacht van de Engelse media, waarin zelfs Shavian typemachines werden gemaakt, raakte het Shavian bij het grote publiek, compleet met zijn voordelen, in de vergetelheid.
Ondertussen werkte Kingsley Read aan een verbeterde versie van het Shavian door middel van correspondentie over de hele wereld. Zijn nieuwe bevindingen zette hij in een nieuw boekje, dat hij in 1966 zelf uitgaf. Hij gaf zijn geperfectioneerde alfabet de naam Quickscript.

## Het alfabet in Nederlandse omzetting
Quickscript is een fonetisch alfabet: je schrijft de tekst zoals je het hoort. Om dit te bereiken heeft Quickscript vijftien klinkers en 21 medeklinkers. Voor bijvoorbeeld de 'aa' in kaas is er een aparte letter en ook voor de 'a' in kat. Er zijn geen diftongen.
Een aantal Quickscript symbolen is in het Nederlandse Quickscript nog niet toegewezen aan klanken.

### Junior Quickscript
Junior Quickscript is de schrijfstijl waarin elke letter los van elkaar geschreven wordt. Dit gaat het minst snel, maar zorgt er wel voor dat Quickscript ook te drukken is (andere stenografie-vormen zoals die van Sir Isaac Pitman zijn onmogelijk te drukken).

### Senior Quickscript
Senior Quickscript komt meer in de buurt van echt steno: lettergroepen worden aan elkaar geschreven en afgekort en er bestaan afkortingen van woorden.